# Рабство на британских и французских карибских островах
Рабство на британских и французских Карибских островах было широко распространено с XVII по XIX век. 
В эпоху великих открытий Франция и Великобритания включились в исследование и колонизацию заморских территорий. В XVII веке на островах им удалось начать колонизацию территорий в Карибском бассейне. Первые английские колонии появились на Бермудских островах (1612), островах Сент-Киттс (1623) и Барбадос (1627) и были затем использованы для колонизации других островов. Французская Вест-Индия также началась с острова Сент-Китс (1624), затем были основаны поселения на островах Гваделупа и Мартиника (1635). Испания и Португалия изначально доминировали в торговле рабами, но к XVIII веку Великобритания стала лидером по объёму работорговли в мире. Британия и Франция также успешно отвоёвывали острова у слабеющей Испанской империи — в 1655 году под контролем англичан оказалась Ямайка, а в 1697 году французы захватили западную часть Эспаньолы. Новые колонии в Карибском море и постоянный потребительский спрос на товары плантаций подстегнули торговлю. Колонисты постепенно вводили систему рабского труда для поддержки новой экономики, основанной на выращивании товарных культур. Европейские державы активно завозили африканских рабов и вывозили продукцию сельского хозяйства (табак, сахар, красители и др.).

## История
27 декабря 1512 года испанское правительство запретило использовать в колониях американских индейцев как рабов, однако одновременно разрешило ввозить в Новый Свет рабов из Африки. Порабощенных людей переправляли через Атлантику и продавали с огромной прибылью в Америке, где они работали на плантациях, производя сырье, такое как сахар, ром, табак и хлопок, которые отправлялись в Европу.

## Французская Вест-Индия

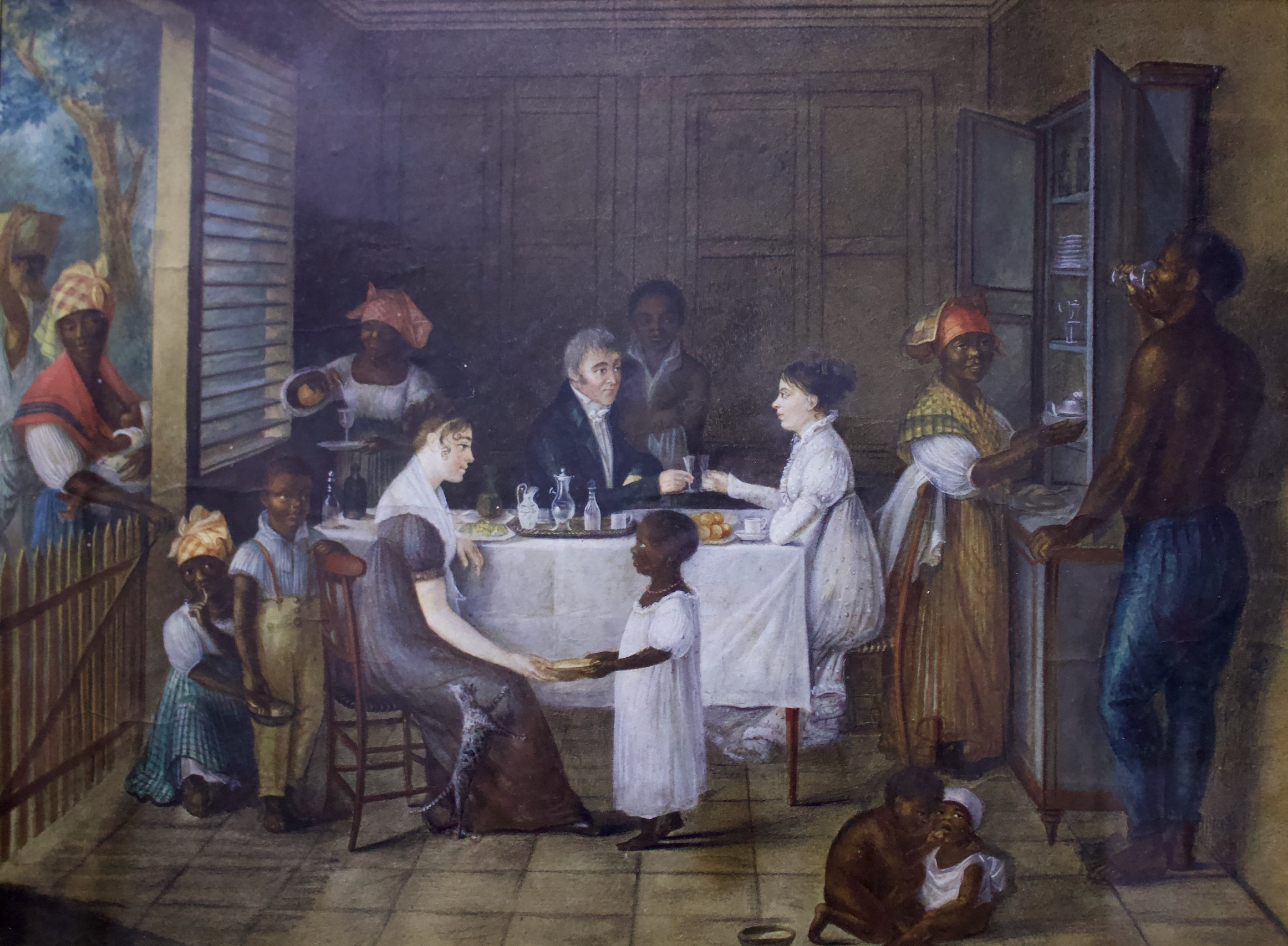
Рабы прислуживают в доме на Мартинике, картина Шарлотты Мартнер, начало XIX века

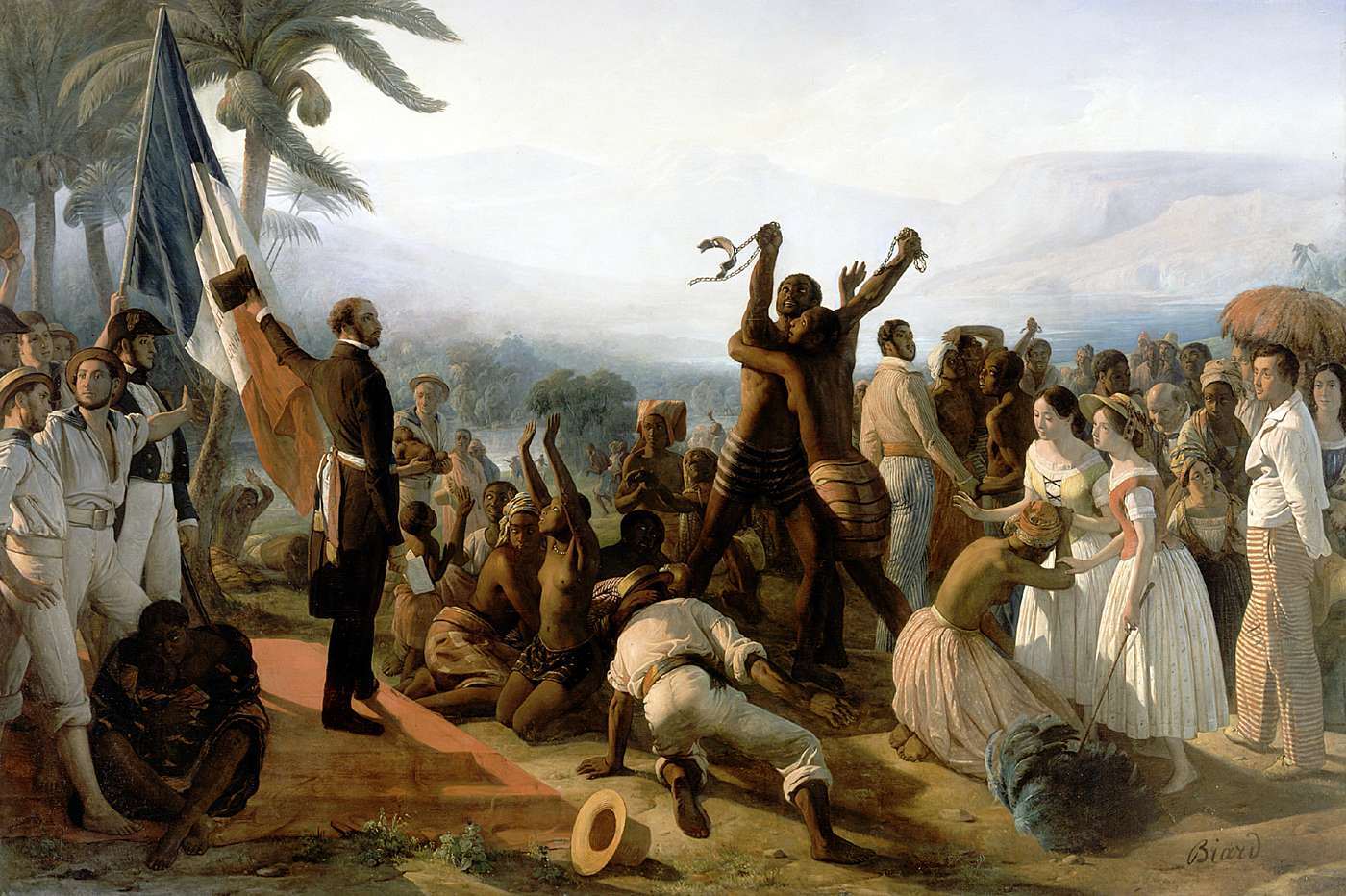
«Отмена рабства», картина Франсуа-Огюста Биара, 1849 год

По состоянию на 1778 год французские работорговцы ежегодно перевозили около 13 000 африканцев в качестве рабов во Французскую Вест-Индию. Во французском языке commerce triangulaire относится к этой атлантической экономике, основанной на торговле рабами из Африки.
Французские поселенцы на Антильских островах обвиняли компанию в том, что она не поставляет достаточно рабов из Африки, в результате чего французское производство сахара проигрывало британскому (англичане начали в 1670-х годах массовый ввоз рабов на Ямайку).
Рабство существовало во французских колониях с начала XVI века; оно был впервые отменено французским правительством в 1794 году, а затем восстановлено Наполеоном в 1802 году и окончательно отменено в 1848 году.
Франсуа Бернье, который, как считается, представил первую современную концепцию расы, опубликовал свою работу «Новое разделение Земли в соответствии с различными видами или расами людей, которые ее населяют» в 1684 году, более чем через 100 лет после появления рабов.

## Британская Вест-Индия

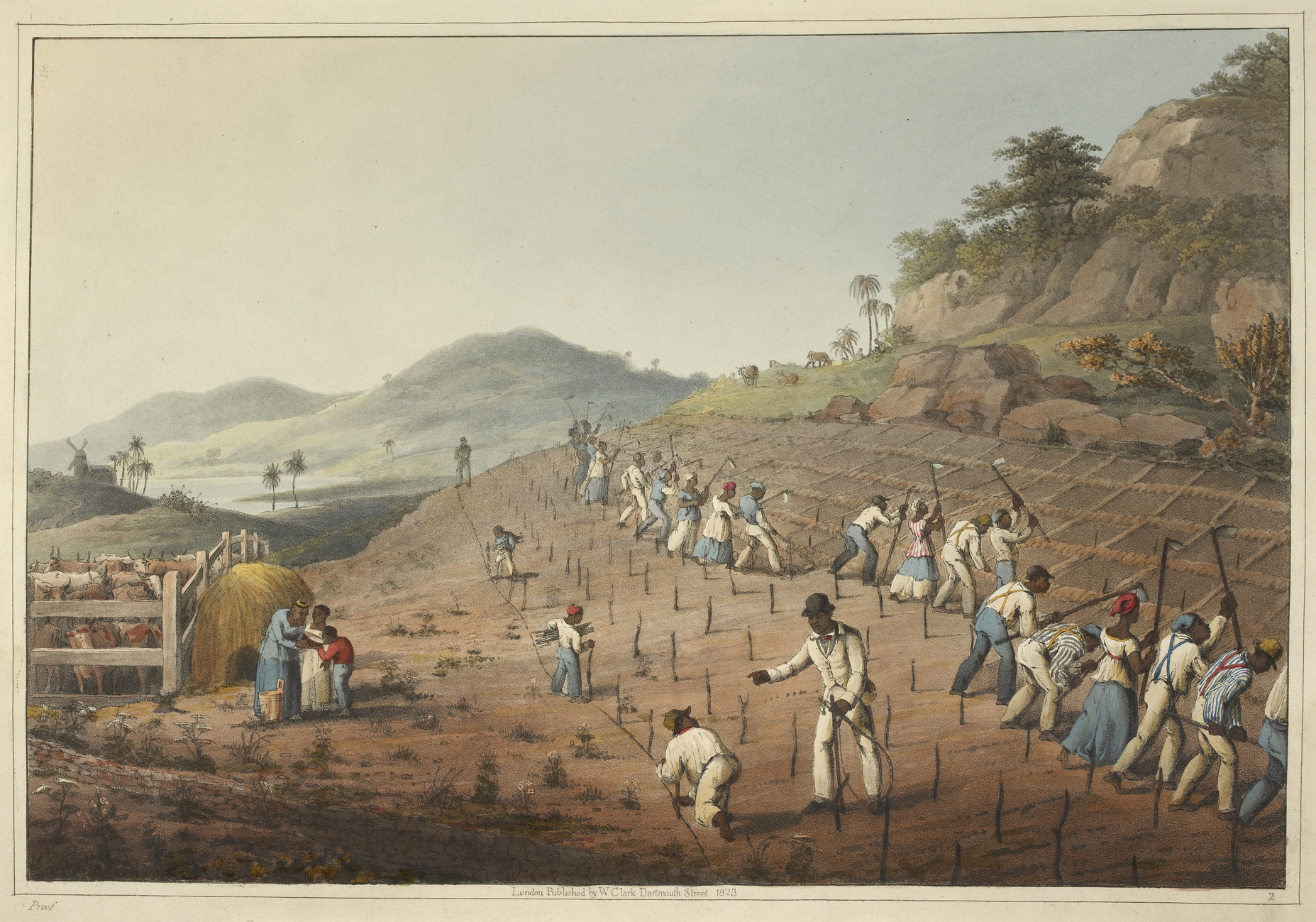
Рабы на Антигуа сажают сахарный тростник, 1823 год

Джон Лок — первый документально зафиксированный англичанин, начавший вывозить чернокожих рабов из Африки. В 1555 году он привез из Гвинеи в Англию пятерых рабов. Джон Хокинс (1532-1595) из Плимута признан одним из пионеров английской работорговли. Начиная с 1562 года он совершил три путешествия в Сьерра-Леоне, откуда перевез 1200 чернокожих рабов на Эспаньолу и Сан-Доминго. По мере того, как Великобритания приобретала все больше колоний в Америке и на Карибах, рос спрос на негров рабов. Поэтому, участие англичан в работорговле усилилось после 1663 года, когда Королевская африканская компания получила патент на торговлю рабами. В 1672 году она снова получила патент и поддержку герцога Йоркского, позже короля Якова II.
Между 1662 и 1807 годами британские корабли перевезли около 3 415 500 африканцев. Из этого числа 2 964 800 пережили «средний проход» и были проданы в рабство в Америке. Между 1699 и 1807 годами британские и британские колониальные порты совершили 12 103 рейса с рабами, из которых 3351 отправились из Лондона. Между 1791 и 1800 годами из британских портов было совершено около 1340 рейсов рабов, в результате которых в Америку было доставлено около 400 000 африканцев. Только в 1798 году из Ливерпуля в Западную Африку ушло почти 150 кораблей.
В конце концов, был принят закон, положивший конец участию Великобритании в торговле. Законопроект получил королевское одобрение в марте, и торговля была объявлена незаконной с 1 мая 1807 года. Теперь это было нарушением закона для любого британского корабля или британцев, подлежащих торговле порабощенными людьми.
Хотя аболиционисты положили конец участию Великобритании в торговле, плантационное рабство все еще существовало в британских колониях. Отмена рабства теперь стала основным направлением кампании, хотя это была долгая и трудная борьба. Полное освобождение не было достигнуто до 1838 года, и ни один из бывших рабов не получил компенсации.
Закон Уильяма Уилберфорса о работорговле 1807 года запретил торговлю рабами в Британской империи. В мае 1830 года весьма пожилые Уилберфорс и Кларксон провели собрание за отмену рабства, и лишь в 1833 году Парламент разрешил эмансипацию рабов в британских колониях. Отмена рабства была официально провозглашена в Великобритании 1 августа 1838 года.

## Межрасовые отношения
В результате появилось множество детей смешанной расы. Дети белых отцов и матерей-рабынь были рабами смешанной расы, чья внешность обычно классифицировалась как «мулат», термин, который первоначально означал человека с белыми и черными родителями, но теперь стал охватывать любого человека явно смешанной расы.
Белые и черные люди часто были очень тесно связаны друг с другом. Многие домашние слуги смешанной расы на самом деле были родственниками белых членов семьи. Часто эти отношения были результатом неравных властных структур и сексуального насилия; однако детям, появившимся в результате этих отношений, иногда предлагались большие возможности для образования, профессионального развития и даже свободы и признания в белом обществе. Например, во многих семьях обращение с рабами зависело от цвета кожи раба. Рабы с более темной кожей работали в поле, а рабы со светлой кожей работали в доме и имели сравнительно лучшую одежду, пищу и жилище.